# Brian Yuzna

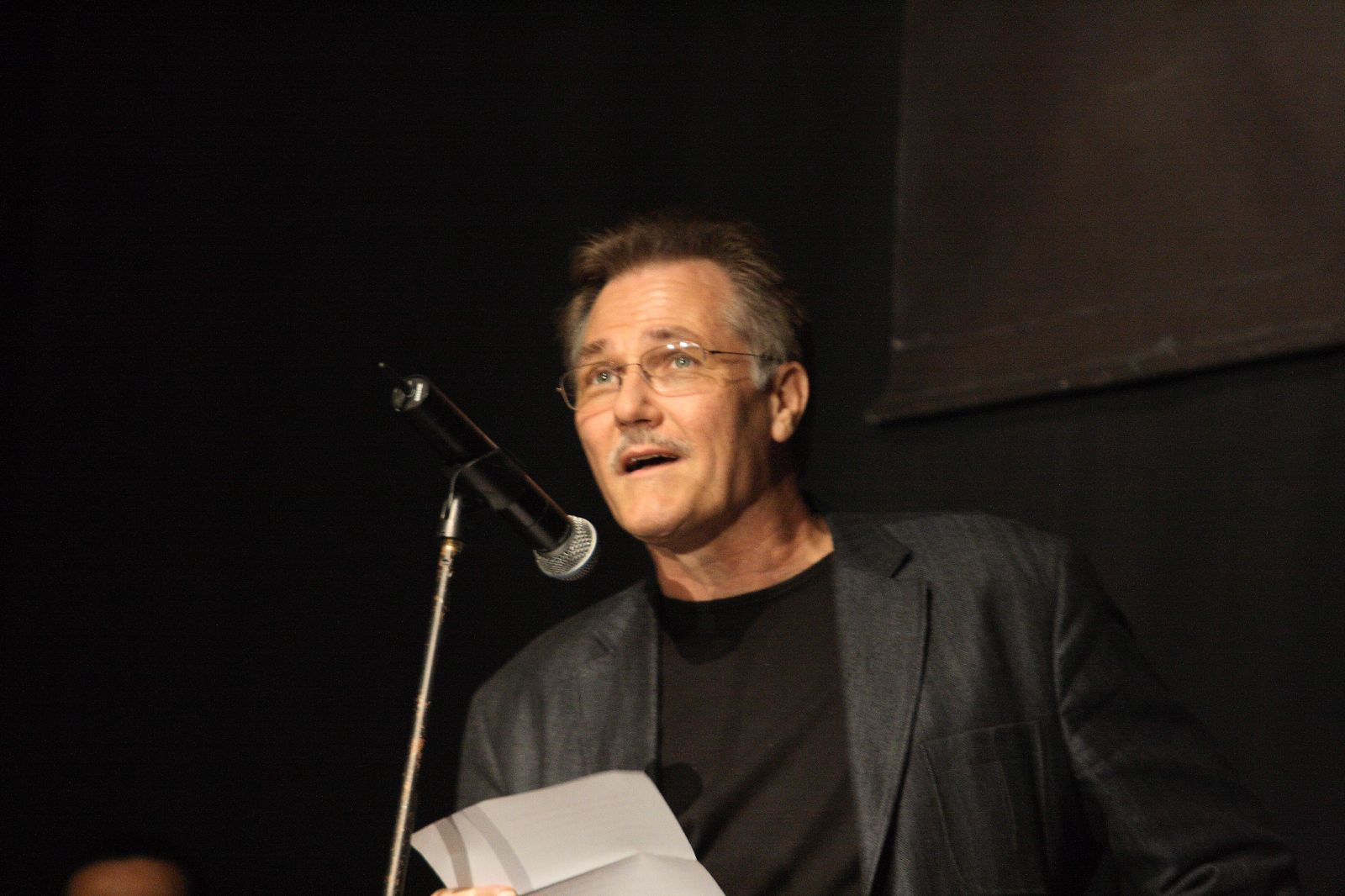
Brian Yuzna, 2007

Brian Yuzna (* 30. August 1949 in den Philippinen) ist ein Filmproduzent, Regisseur und Drehbuchautor.

## Leben
Yuzna verlebte seine Kindheit auf verschiedenen Militärbasen in Nicaragua, Puerto Rico und Panama, ehe er in die USA übersiedelte. Yuzna machte sich Mitte der 1980er Jahre als Produzent von Splatterfilmen und später als Regisseur von Horrorfilmen einen Namen. Heute lebt Yuzna in Spanien, wo er zusammen mit Julio Fernández und der großen Produktionsfirma Filmax das Label Fantastic Factory aufbaute.
Yuzna ist verheiratet und hat vier Kinder: Zoe, Conan, Noah und Logan Yuzna. Sie haben bereits alle in wenigstens einem von Yuznas Filmen mitgespielt.

## Filmografie (Auswahl)
| als Produzent: - 1985: Re-Animator - 1986: From Beyond – Aliens des Grauens (From Beyond) - 1987: Dolls - 1989: Liebling, ich habe die Kinder geschrumpft (Honey, I Shrunk the Kids) - 1990: Bride of Re-Animator - 1991: Mutronics – Invasion der Supermutanten (The Guyver) - 1991: Toys – Tödliches Spielzeug (Silent Night, Deadly Night 5: The Toy Maker) - 1993: C2 – Killerinsekt (Ticks) - 1993: Return of the Living Dead III - 1994: H.P. Lovecraft’s Necronomicon (Necronomicon) - 1995: Crying Freeman – Der Sohn des Drachen (Crying Freeman) - 2000: Faust: Love of the Damned - 2001: Arachnid - 2001: Dagon (Dagón, la secta del mar) - 2002: Darkness - 2003: Beyond Re-Animator - 2004: Romasanta – Im Schatten des Werwolfs (Romasanta: La caza de la bestia) - 2004: The Nun (La Monja) - 2005: Beneath Still Waters | als Regisseur: - 1989: Dark Society - 1990: Bride of Re-Animator - 1990: Silent Night, Deadly Night 4: Initiation - 1993: Return of the Living Dead III - 1994: H.P. Lovecraft’s Necronomicon (Necronomicon) - 1996: Tarzan – Die Rückkehr (Tarzan: The Epic Adventures , Fernsehserie, 2 Folgen) - 1996: The Dentist - 1998: Progeny – Höllenbrut (Progeny) - 1998: Dentist II – Zahnarzt des Schreckens (The Dentist 2) - 2000: Faust: Love of the Damned - 2003: Beyond Re-Animator - 2004: Rottweiler - 2005: Beneath Still Waters - 2010: Amphibious 3D als Darsteller: - 1996: The Dentist - 2009: Nightmares in Red, White and Blue |